# Cratere Foster
Foster è un cratere lunare di 37,02 km situato nella parte nord-orientale della faccia nascosta della Luna,  a sudest del più grande cratere Joule.
Il bordo di Foster è leggermente eroso, le pareti interne sono notevolmente ripide, e presenta un rigonfiamento lungo il lato sudoccidentale. Sul fondo, relativamente scuro, presenta un piccolo cratere minore nella zona settentrionale. Un piccolo impatto nella zona sudest del cratere è circondato da materiali ad alta albedo, che danno origine ad un tratto più luminosa.
Il cratere è dedicato al fisico canadese John Stuart Foster.

## Crateri correlati
Alcuni crateri minori situati in prossimità di Foster sono convenzionalmente identificati, sulle mappe lunari, attraverso una lettera associata al nome.
| Foster | Coordinate             | Diametro (in km) |
| ------ | ---------------------- | ---------------- |
| H      | 23°01′12″N 139°34′48″W | 27,37            |
| L      | 20°58′48″N 140°33′00″W | 31,24            |
| P      | 20°09′00″N 143°31′48″W | 35,19            |
| S      | 22°41′24″N 143°45′00″W | 46,27            |